# Thomas Lange
Thomas Lange (ur. 27 lutego 1964 w Eisleben) – niemiecki wioślarz, trzykrotny medalista olimpijski.
Urodził się w NRD i do zjednoczenia Niemiec startował w barwach tego kraju. Na początku kariery pływał w dwójkach, później przesiadł się do jedynki. W dwójce dwukrotnie był mistrzem świata (1983 i 1985) i wspólnie z Uwe Heppnerem byli faworytami IO 84, jednak NRD – jak inne kraje bloku wschodniego – zbojkotowała igrzyska w Los Angeles. Cztery lata później startował już w skiffie i wywalczył pierwsze złoto. W Barcelonie obronił tytuł, a w Atlancie przypłynął na metę trzeci. W jedynkach trzy razy zostawał mistrzem świata (1987, 1989, 1991).

## Starty olimpijskie
Seul 1988
- jedynka – złoto

Barcelona 1992
- jedynka – złoto

Atlanta 1996
- jedynka – brąz